# Leopold e Loeb
Nathan Freudenthal Leopold, Jr. (Chicago, 19 de dezembro de 1904 — Porto Rico, 29 de agosto de 1971) e Richard Albert Loeb (Chicago, 11 de junho de 1905 — Joliet, 28 de janeiro de 1936), mais conhecidos como "Leopold e Loeb", foram dois estudantes da Universidade de Chicago que mataram Bobby Franks, de 14 anos de idade, em 1924, e foram sentenciados à prisão perpétua. Eles afirmaram ter matado o garoto apenas pela vontade de cometer um crime perfeito. Quando presos, os dois contrataram Clarence Darrow para ser seu advogado de defesa.

## Motivos
Leopold, com 19 anos na época do assassinato, e Loeb com 18, se inspiraram na obra de Friedrich Nietzsche para cometer o crime perfeito, nesse caso sequestro e assassinato. Antes do assassinato, Leopold escreveu para Loeb: "Um superhomem (...) é, em virtude de certas qualidades superiores inerentes a ele, isento das leis comuns que regem os homens. Ele não é responsável por qualquer coisa que ele possa fazer".
Os dois eram bastante inteligentes. Nathan Leopold era superdotado, e falou suas primeiras palavras com quatro meses.[carece de fontes?] Leopold já havia terminado a faculdade, se formando em Phi Beta Kappa e estava cursando Direito na Universidade de Chicago. Ele dizia ter estudado 15 línguas, mas em fato só falava quatro.

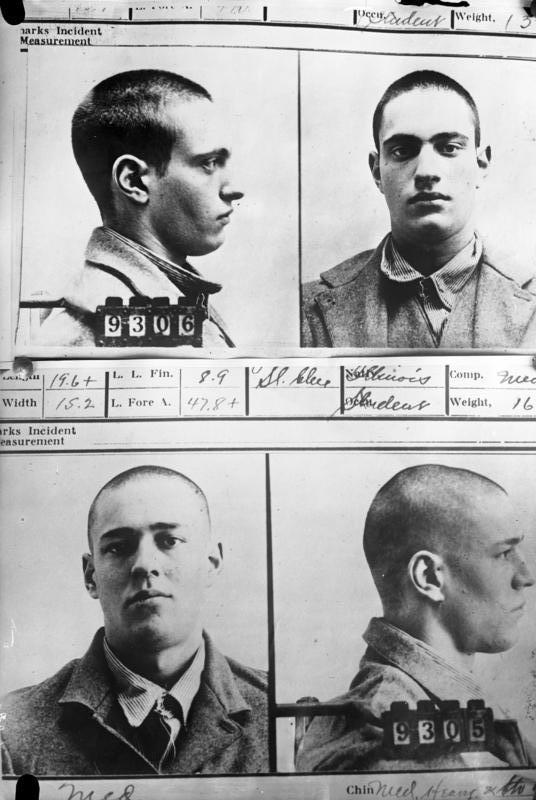
Leopold e Loeb após serem fichados pela Polícia

Loeb era o mais jovem graduado na história da Universidade de Michigan e planejava cursar Direito na Universidade de Chicago após terminar alguns cursos de pós-graduação. Leopold planeja se transferir para Harvard em Setembro, depois de viajar pela Europa.
Leopold, Loeb e Frank viviam em Kenwood, um rico bairro judeu de Chicago. O pai de Loeb, Albert, começou a sua carreira como advogado e se tornou vice-presidente da Sears and Roebuck. Além da mansão em Kenwood, dois quarteirões da casa de Leopold, a família  Loeb tinha uma residência de verão em Charlevoix, Michigan. Richard Loeb era filho de uma mãe católica e de um pai judeu. A família de  Frank, originalmente judia, se converteu à ciência cristã.
Leopold e Loeb se conheceram ainda adolescentes na Universidade de Chicago. Os dois se tornaram cúmplices. e começaram a cometer pequenos furtos e crimes, que iam ficando cada vez mais sérios, até culminar num assassinato.

## Planejamento

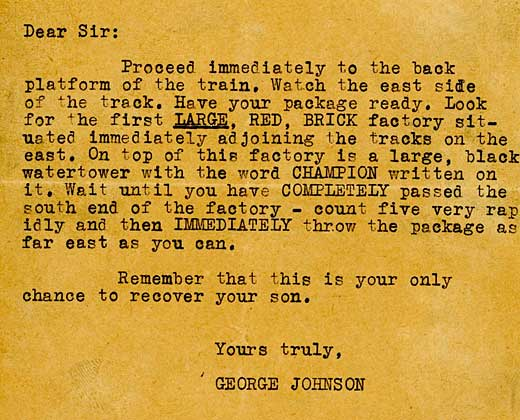
Carta com o pedido de resgate

Leopold e Loeb gastaram um ano planejando o assassinato. Até que numa quarta feira, mais precisamente no dia 21 de maio de 1924, eles puseram seu plano em prática. Os dois atraíram Frank, vizinho e parente de Loeb, para dentro de um carro. Lá os dois usaram um talhador. Após isso, Leopold ou Loeb tamparam a boca do menino com uma meia. Frank morreu minutos depois.
Os dois cobriram o corpo e o levaram para uma área remota de Wolf Lake em Hammond, Indiana. Eles retiraram as roupas de Frank e o esconderam perto de uma rodovia. Leopold e Loeb jogaram ácido clorídrico no corpo para dificultar sua identificação. Eles então foram lanchar numa barraca de cachorro quente. Após o lanche os dois voltaram e levaram o corpo para uma região mais afastada, junto à rodovia estadual, ao norte de Wolf Lake.
Voltando para Chicago, eles ligaram e escreveram um bilhete para a mãe de Frank, dizendo que o filho dela havia sido sequestrado. Os assassinos queimaram algumas roupas usadas no crime e limparam o estofado sujo de sangue do carro que eles alugaram. Os dois passaram a noite jogando cartas.
Todavia, antes da família de Frank pagar o resgate, Tony Minke, um imigrante polonês, descobriu o corpo. Quando Leopold e Loeb souberam do achado, queimaram outras roupas e destruíram a máquina usada para escrever o pedido de resgate.
Um par de óculos foi encontrado perto do corpo, sendo que as dobradiças dele eram feitas por um mecanismo difícil de ser encontrado. Em Chicago, apenas três pessoas haviam adquirido o mecanismo, e uma delas era Nathan Leopold.
Quando questionado, Leopold disse a policia que os havia perdido enquanto observava pássaros. Loeb disse a policia que estava com Leopold na noite do crime. Segundo eles, os dois haviam saído com o carro de Leopold e passado a noite com duas mulheres desconhecidas, a qual eles deixaram perto de um campo de golfe. Todavia, o carro de Leopold estava no conserto àquela noite, sendo que a mulher do mecânico confirmou que o carro estava na garagem àquela noite.
Durante os interrogatórios, os álibis de Leopold  e Loeb caíram. Loeb confessou primeiro, sendo seguido por Leopold. Apesar dos depoimentos terem contribuído para esclarecer o crime, os rapazes se acusaram mutuamente pelo assassinato. Grande parte dos investigadores acreditaram que Loeb deu o golpe que matou Frank. Segundo as confissões, o dinheiro do resgate não era importante, pois a família de ambos dava o que eles precisavam. Eles admitiram que foram guiados pela emoção ao cometer um crime. Quando estavam presos, os dois deram diversas entrevistas à imprensa contando pormenores do assassinato.

## Julgamento

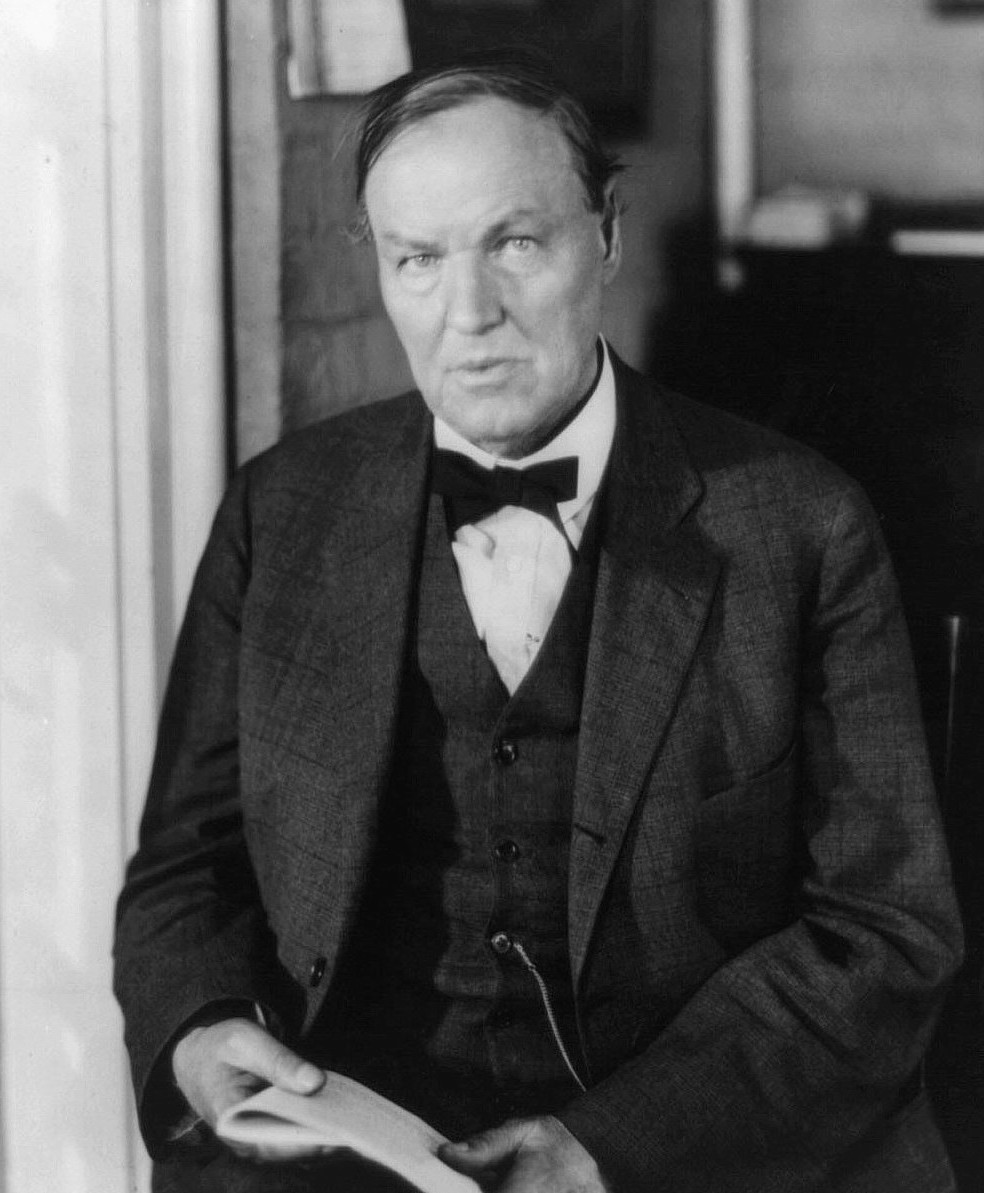
Clarence Darrow, advogado de defesa.

O julgamento se tornou um espetáculo na mídia. Realizado na Courthouse Place, foi um dos primeiros casos nos EUA a ser apelidado de "julgamento do século". A família de Loeb contratou Clarence Darrow, de 67 anos, conhecido por defender sequestradores e assassinos. Enquanto a mídia esperava que Leopold e Loeb alegassem insanidade mental, Darrow surpreendeu todos quando os dois se declararam culpados. Dessa forma ele evitou um júri popular, que acreditava poder condenar os seus dois clientes à pena de morte. Em vez disso, ele pôde montar o caso de seus clientes em frente a apenas uma pessoa, o juiz do Condado de Cook, John R. Caverly.
Durante as doze horas do último dia de julgamento, fez uma declaração, considerada a melhor de sua carreira. O discurso incluía: "Esse terrível crime era inerente a esses garotos, que se originou no passado … devemos culpar alguém que tomou os ensinamentos de Nietzsche em sua vida? … devemos realmente condenar um garoto de 19 anos pela filosofia  que foi obrigado a absorver na faculdade?" O juiz sentenciou  Leopold e Loeb a prisão perpétua por assassinato, adicionados 99 anos pelo sequestro.

## Prisão

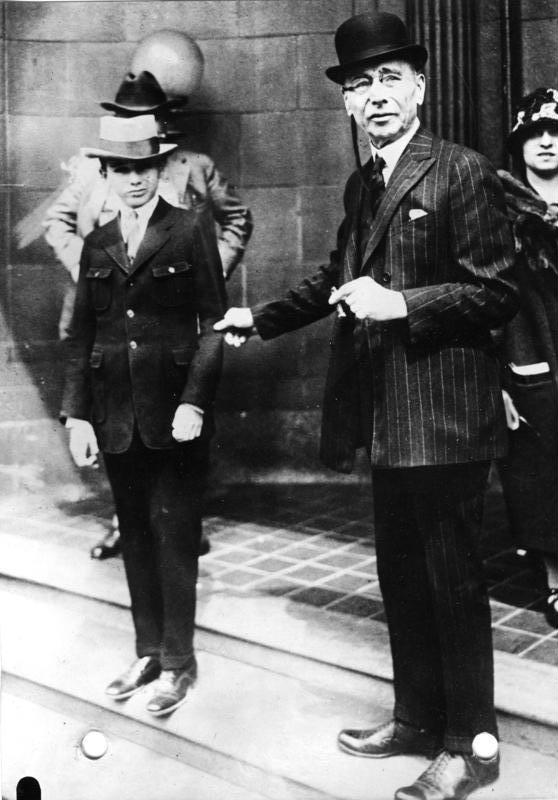
Robert Frank junto de seu pai

Na prisão, Leopold e Loeb começaram a dar aulas para os outros presos na escola da penitenciaria. Em 28 de janeiro de  1936, Loeb foi atacado por James E. Day com uma navalha no vestiário da prisão, morrendo dos ferimentos. Segundo Day, ele matou Loeb por que ele havia tentado abusar sexualmente dele, embora isso nunca tenha sido provado. Todavia um inquérito foi feito, e as autoridades da prisão concluíram que Day agiu em legitima defesa. Sobre o caso, o jornalista Ed Lahey escreveu para o Chicago Daily News: "Richard Loeb, apesar de sua erudição, no dia de hoje terminou sua vida com uma preposição…" Em 1944, Leopold esteve na Penitenciária de estudos da Malária de Stateville
, onde foi voluntário para ser infectado com malária. Nos idos de 1958, após 33 anos de prisão, Leopold recebeu condicional. Naquele ano ele escreveu uma autobiografia intitulada Life Plus 99 Years. Leopold se mudou para Porto Rico e se casou com uma florista. Ele era conhecido como "Nate" pelos vizinhos e pelos colegas de trabalho no Hospital Geral de Castañer, em Porto Rico, onde trabalhava num laboratório.
Ele até planejou escrever um outro livro, intitulado Snatch for a Halo, sobre sua vida na prisão, coisa que nunca fez. Tempos depois ele tentou bloquear o filme Compulsion, alegando invasão de privacidade e difamação ganhando dinheiro em cima da sua imagem.
Ele morreu de ataque do coração, agravado por sua diabetes em 29 de agosto de 1971 com 66 anos. Ele doou seus órgãos.

## Na cultura popular
O assassinato de Franks inspirou obras de cinema, teatro e ficção, incluindo a peça Rope de 1929, de Patrick Hamilton, apresentada na televisão BBC em 1939, e o filme de mesmo nome de Alfred Hitchcock em 1948. Uma versão ficcional dos eventos formou a base do romance Compulsion de Meyer Levin de 1956 e sua adaptação cinematográfica de 1959. Em 1957, mais duas ficcionalizações foram publicadas: Nothing but the Night de James Yaffe e Little Brother Fate de Mary-Carter Roberts. Never the Sinner, a peça de John Logan de 1985, foi baseada em relatos de jornais contemporâneos sobre o caso e incluiu um retrato aberto do relacionamento sexual de Leopold e Loeb. Em 2019, a história foi recontada ficcionalmente novamente na terceira temporada de The Sinner.
O caso é referenciado na peça Inherit the Wind, na qual um personagem principal é uma versão fictícia de Darrow.
No seu livro Murder Most Queer (2014), o estudioso de teatro Jordan Schildcrout examina as mudanças de atitude em relação à homossexualidade em várias representações teatrais e cinematográficas do caso Leopold e Loeb.
Outras obras que dizem ter sido influenciadas pelo caso incluem o romance Native Son de Richard Wright de 1940, o episódio de Columbo "Columbo Goes To College" (1990), o filme Swoon de Tom Kalin de 1992, o filme austríaco Funny Games de Michael Haneke de 1997 e o remake de International de 2008, Murder by Numbers de Barbet Schroeder (2002), a história em quadrinhos Ice Haven de Daniel Clowes de 2005, o episódio de Murdoch Mysteries "Big Murderer On Campus", o musical off-Broadway de Stephen Dolginoff de 2005 Thrill Me: The Leopold and Loeb Story, These Violent Delights de Micah Nemerever (2020) e os assassinos Ghostface em Scream (1996).
Na série Riverdale da WB, Archie está encarcerado no "Instituto Leopold & Loeb para Jovens Delinquentes".
Antes de se tornar o Diretor de Criação da Archie Comics, Roberto Aguirre-Sacasa escreveu uma peça não autorizada na qual Archie Andrews tinha um relacionamento homossexual com Nathan Leopold. Antes que pudesse estrear, Aguirre-Sacasa foi forçado a interromper a produção após receber uma ordem de cessar e desistir da Archie Comics. A produção finalmente estreou com o nome de Weird Comic Book Fantasy.

No episódio da sexta temporada intitulado "Plan and Execution" da série dramática policial americana Better Call Saul, Howard Hamlin acusa Saul Goodman e Kim Wexler de serem como Leopold e Loeb, por eles o enquadrarem como um viciado em drogas com o único propósito de seu próprio prazer.